# Jockey

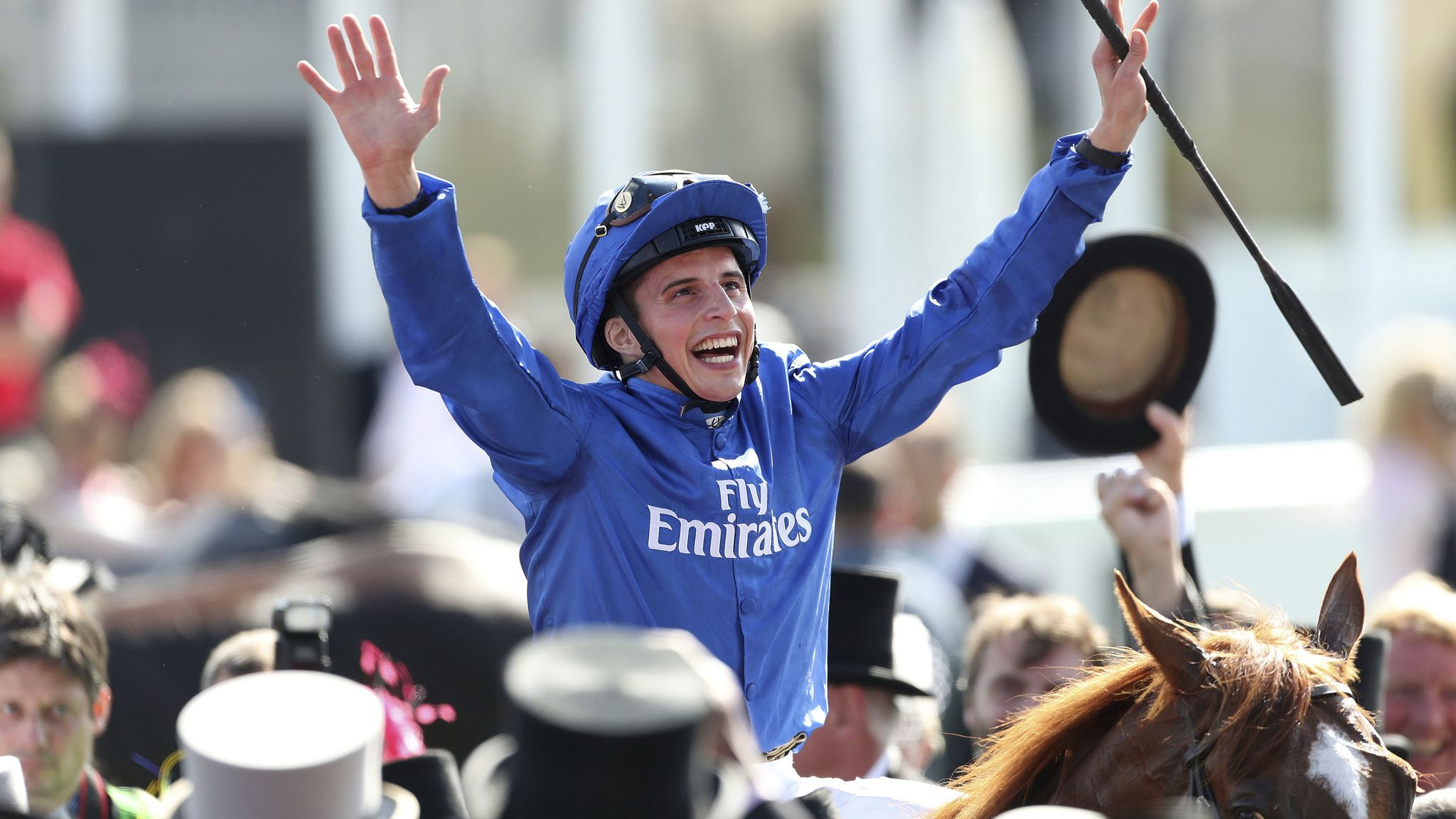
William Buick nach seinem Sieg auf Basar im Epsom Derby

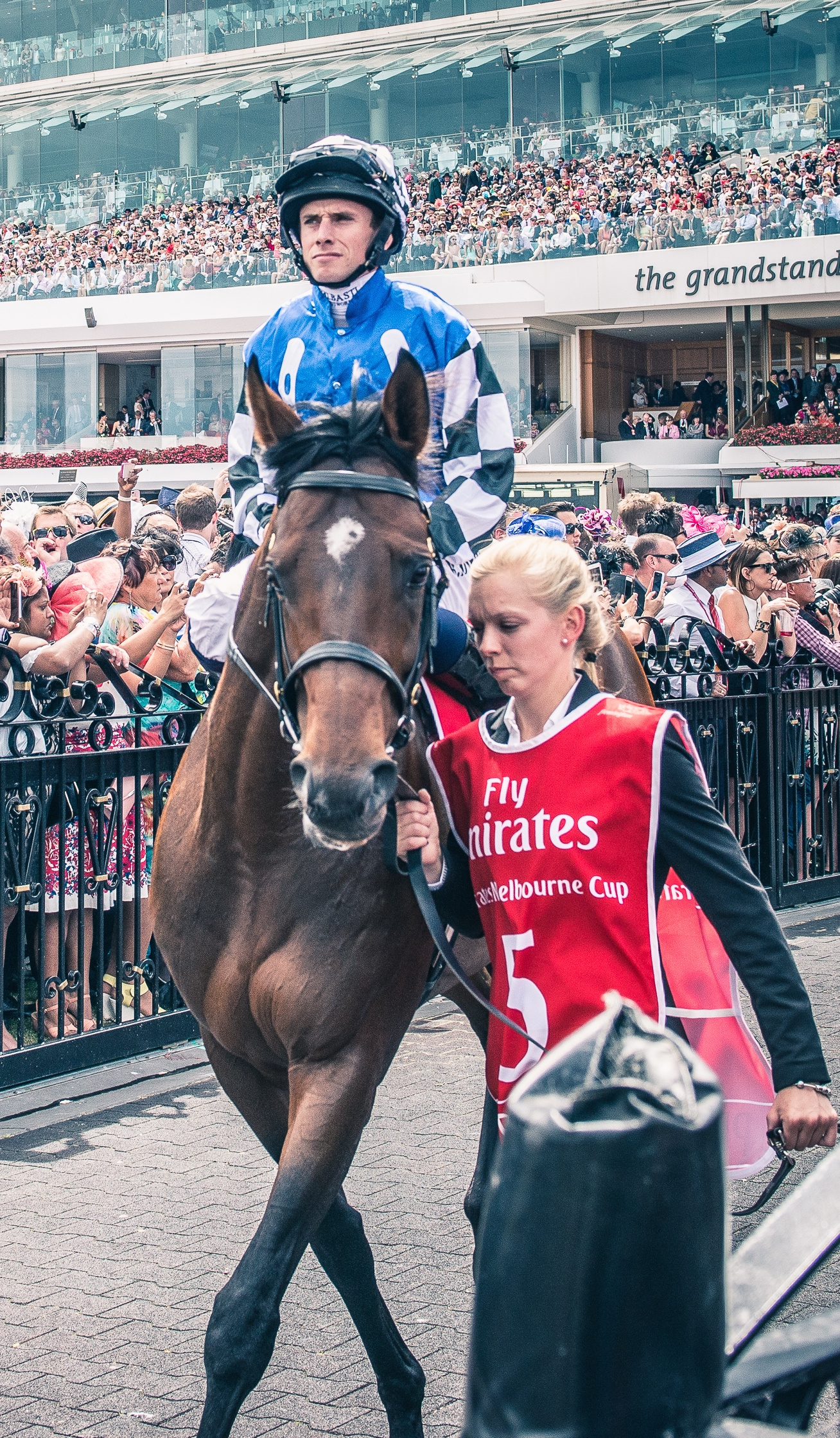
Jockey Ryan Moore beim Melbourne Cup 2014 auf dem deutschen Sieger Protectionist

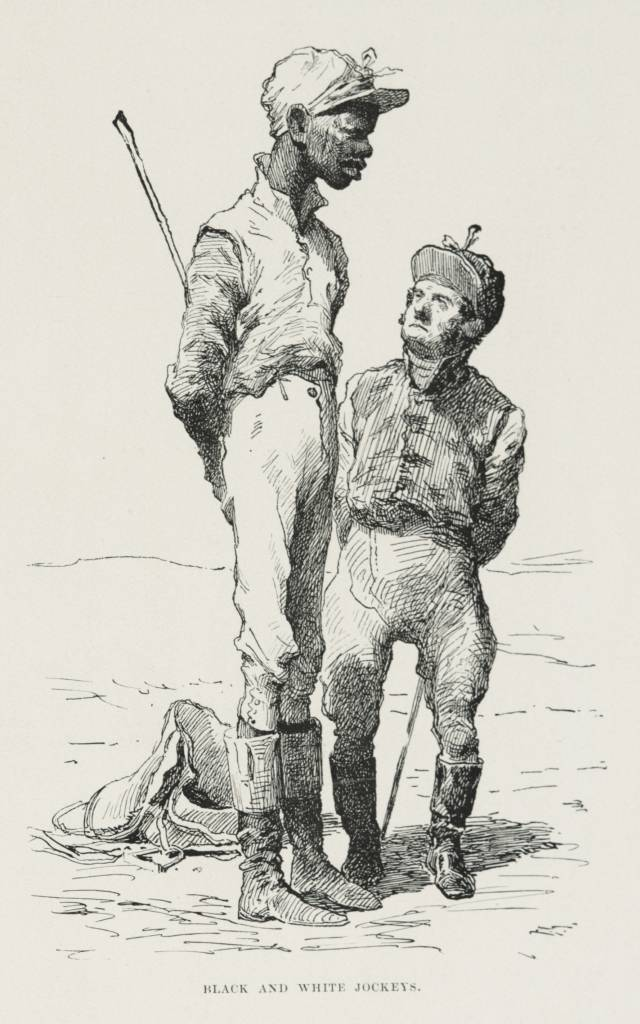
Black and White Jockeys, Zeichnung von Carl Rudolf Huber, 1878

Ein Jockey ist ein Reiter beim Pferderennen. Um sich als Jockey bezeichnen zu dürfen, muss die Person eine dreijährige Ausbildung bei einem Trainer absolviert sowie eine Abschlussprüfung bestanden haben und mindestens 50 Klasse-A-Rennen gewonnen haben. Diese Bedingungen gelten für Deutschland, Österreich und die Schweiz.
Es gibt keine Größenbeschränkungen, wichtig ist, das geforderte Gewicht von 55 kg oder weniger zu bringen. Amateurrennreiter sind in der Regel meist größer und schwerer, das Gewicht von 60 kg darf jedoch nicht überschritten werden, ebenso wie bei Hindernisjockeys. Die Ausbildung nennt sich offiziell Pferdewirt, Schwerpunkt Rennreiten. Neben dem Reiten werden die Auszubildenden in der Versorgung, Gesundheit, Fortpflanzung und Körperbau der Tiere unterrichtet. Viele ältere Rennreiter, die den Jockeyberuf nicht mehr ausüben oder das Gewicht nicht halten können, werden Trainer, Futter- und Stallmeister, Pferde-Agenten oder werden Experten im Fernsehen, wie es in England und Frankreich üblich ist.
Die erfolgreichsten Jockeys eines Jahres werden in Deutschland mit dem Jockey-Championat geehrt.

## Wortursprung und Geschichte
Das Wort Jockey ist ein Anglizismus und entstammt der Verkleinerungsform des schottischen Vornamens Jock (engl. Jack für Johann), der auch synonym für „Bursche, Reitbursche“ verwendet wird und mindestens seit 1529 in Gebrauch ist. Die Geschichte der Jockeys als berufliche und um den Sieg kämpfende Rennreiter lässt sich auch auf England zurückführen. Die ersten Pferderennen fanden wahrscheinlich zu Zeiten Heinrichs II. (1154–1170) statt. 1599 wird der Jockey bereits in Rennpferde-Kreisen erwähnt. Der Begriff Jockey für eine Person, die in Pferderennen reitet, ist etwa seit 1660 gebräuchlich.

## Jockeyschule
Seit März 2003 besteht in Köln die einzige Jockeyschule Deutschlands, die German Jockey School. Vorausgegangen waren Planungen des Zentralverbands des deutschen Galopprennsports und des Direktoriums für Vollblutzucht und Rennen (heute „Deutscher Galopp“) hinsichtlich der Möglichkeiten zur Förderung der Nachwuchsjockeys in Deutschland. An der Schule wird der Beruf Pferdewirt, Schwerpunkt Rennreiten unterrichtet, ein staatlich anerkannter Ausbildungsberuf. Während einer dreijährigen Ausbildungszeit erlernen die Auszubildenden in einem Rennstall das Reiten von Vollblütern zunächst im Training, später auch im Rennen. Die Schule liegt im Bereich der Galopprennbahn Köln-Weidenpesch.

## Weibliche Jockeys
Im Jahr 2017 waren nur 14 % der US-amerikanischen Jockeys weiblich. Sie bestritten nur 10 % der Starts. Bei den höchsten Klassen, den amerikanischen Triple-Crown-Rennen, stellen sie nur 2 % der Jockeys. Im britischen Rennsport entfielen zum selben Zeitpunkt 24 % der Jockey-Lizenzen auf Frauen. Im Jahr 2017 waren drei Viertel der Schüler der beiden wichtigsten Ausbildungsstätten für Pferderennen (die British Racing School und das Northern Racing College) weiblich.
Eine der ersten sehr erfolgreichen weiblichen Jockeys war Wantha Davis, die über 1000 Rennen gewann. 2021 gewann die Irin Rachel Blackmore als erste Frau überhaupt das Grand National in Aintree, Liverpool, das als das gefährlichste Pferde-Hindernisrennen der Welt gilt.